# Gilles Segal
Pour les articles homonymes, voir Segal.
Gilles Segal, né le 13 janvier 1929 à Fălticeni, en Roumanie, et mort le 11 juin 2014 dans le 13e arrondissement de Paris,, est un auteur dramatique, metteur en scène, mime, acteur de théâtre et cinéma, d'origine juive roumaine, naturalisé français,.

## Biographie
Gilles Segal est le fils d'un forain. Ses parents, venant de Roumanie, s'installent en France en 1934. Il prépare à la Sorbonne une licence de philosophie, mais abandonne ses études, davantage passionné par le monde du spectacle.
Il fait ses débuts comme mime dans la compagnie de Marcel Marceau où il exerce de 1952 à 1960. Puis il est engagé au Théâtre de l'Odéon par Jean-Louis Barrault où il reste trois ans.
C'est pour ses talents de mime et d'acrobate qu'il est choisi pour être Giulio dans Topkapi de Jules Dassin en 1964. Il est Yankel dans Les Eaux mêlées (1969) de Jean Kerchbron et Jacques dans Léa l'hiver (1971). Éric Le Hung lui donne le rôle de Paul dans Le Droit d'aimer et Édouard Molinaro l'engage pour Le Gang des otages (1973). Il est Julius Rosenberg avec Marie-José Nat dans Les Rosenberg ne doivent pas mourir et Bernard avec Claude Jade dans Nous ne l'avons pas assez aimée de Patrick Antoine. Françoise Sagan réalise  Les Fougères bleues en 1977, avec Gilles Segal et Caroline Cellier, une adaptation de sa nouvelle Des yeux de soie.

### Vie privée
Marié avec la comédienne Sabine Lods, il a un fils : Vincent, né en 1974.

## Filmographie

### Cinéma
- 1959 : Le Second Souffle court métrage de Yannick Bellon
- 1964 : Et si c'était une sirène court métrage de Jean Schmidt
- 1964 : Topkapi de Jules Dassin
- 1965 : Les Comédiens dans la ville neuve court métrage de Claude-Jean Bonnardot
- 1966 : La Nuit des adieux de Jean Dréville et Isaak Menaker
- 1967 : Soleil Ô de Med Hondo
- 1969 : Lettres de Stalingrad de Gilles Katz
- 1969 : Promenade avec l'amour et la mort (A Walk with Love and Death) de John Huston
- 1969 : La Folle de Chaillot (The Madwoman of Chaillot) de Bryan Forbes
- 1970 : L'Aveu de Costa-Gavras
- 1971 : Une saison en enfer (Una stagione all'inferno) de Nelo Risi
- 1971 : Léa l'hiver de Marc Monnet
- 1971 : Sans mobile apparent de Philippe Labro
- 1972 : Ras le bol de Michel Huisman
- 1972 : Le Fusil à lunette court métrage de Jean Chapot
- 1972 : Le Droit d'aimer d'Éric Le Hung
- 1973 : Le Mariage à la mode de Michel Mardore
- 1973 : Le Gang des otages d'Édouard Molinaro
- 1974 : Les Valseuses de Bertrand Blier
- 1976 : Les Fleurs du miel de Claude Faraldo
- 1977 : L'Ombre et la Nuit de Jean-Louis Leconte
- 1977 : Les Fougères bleues de Françoise Sagan
- 1978 : Mon premier amour d'Élie Chouraqui
- 1980 : Bobo la tête de Gilles Katz
- 1982 : Ils appellent ça un accident de Nathalie Delon et Yves Deschamps
- 1982 : Enigma de Jeannot Szwarc
- 1987 : Le Jupon rouge de Geneviève Lefebvre
- 1991 : Le Coup suprême de Jean-Pierre Sentier
- 1994 : Lumière noire de Med Hondo
- 1998 : Watani, un monde sans mal de Med Hondo
- 2004 : En ce temps-là, l'amour... d'Irène Jouannet
- 2004 : La Maison de Nina de Richard Dembo
- 2010 : Une exécution ordinaire de Marc Dugain

### Télévision
- 1967 : Le Golem (du roman de Gustav Meyrink), téléfilm de Jean Kerchbron : le voyou
- 1969 : Le Vol du goéland de Jean Kerchbron
- 1969 : Les Eaux mêlées de Jean Kerchbron
- 1972 : L'Atlantide de Jean Kerchbron
- 1972 : La Lumière noire de Pierre Viallet
- 1973 : La Regrettable absence de Terry Monaghan de Pierre Viallet
- 1974 : Le Juge et son bourreau de Daniel Le Comte : le lieutenant Terence
- 1975 : Les Grands Détectives de Jean Herman, épisode : Monsieur Lecoq : Lecoq
- 1975 : Les Rosenberg ne doivent pas mourir de Stellio Lorenzi
- 1976 : Le Gentleman des Antipodes de Boramy Tioulong
- 1977 : Les Pirates de la mer
- 1977 : Madame le juge Le Dossier Françoise Muller d'Édouard Molinaro
- 1977 : L'Homme au petit chien de Jean-Marie Degèsves
- 1980 : Les Incorrigibles d'Abder Isker
- 1980 : Les Chevaux du soleil de François Villiers
- 1980 : Nous ne l'avons pas assez aimée de Patrick Antoine
- 1980 : Les Amours des années folles L'Homme à l'hispano de Boramy Tioulong
- 1982 : Les Cinq Dernières Minutes, épisode : L'Impasse des brouillards de Claude Loursais
- 1982 : L'Année des Français de Michael Garvey
- 1982 : Quelque chose dans son rêve de Boramy Tioulong
- 1982 : L'Afrique, c'est loin de Maurice Château
- 1982 : Commissaire Moulin Un hanneton sur le dos de Claude Boissol
- 1983 : Les Beaux Quartiers de Jean Kerchbron
- 1983 : Beate Klarsfeld de Michael Lindsay-Hogg
- 1982 : Brigade Verte (série télévisée)
- 1987 : Moselbrück de Michael Braun
- 1987 : Julien Fontanes, magistrat Le Couteau sous la gorge d'André Farwagi
- 1988 : Anges et loups de Boramy Tioulong
- 1988 : Les Cinq Dernières Minutes Dernier Grand Prix de Gilles Katz
- 1988 : Les Enquêtes du commissaire Maigret, épisode : L'Homme de la rue de Jean Kerchbron
- 1991 : Billy de Marcel Bluwal
- 1991 : Le Miel amer de Maurice Frydland
- 1992 : Un ballon dans la tête de Michaëla Watteaux
- 1993 : L'Instit Les Chiens et les loups de François Luciani : André Vialasse
- 1993 : J'aime pas qu'on m'aime de Stéphane Kurc
- 2003 : L'Année de mes sept ans d'Irène Jouannet

### Scénariste
- 1964 : Et si c'était une sirène court métrage de Jean Schmidt
- 1980 : Bobo la tête de Gilles Katz
- 2004 : En ce temps-là, l'amour... d'Irène Jouannet

## Doublage

### Cinéma

#### Films
- Harry Dean Stanton dans :
  - L'Aube rouge (1984) : Tom Eckert
  - Paris, Texas (1984) : Travis Henderson
  - Rose bonbon (1986) : Jack Walsh
  - Sailor et Lula (1990) : Johnnie Farragut
  - Menace toxique (1997) : Cotton Harry

- John Hurt dans :
  - Hellboy (2004) : le professeur Trevor Bruttenholm
  - Hellboy 2 (2008) : le professeur Trevor Bruttenholm

- 1988 : Young Guns : John Tunstall (Terence Stamp)
- 1989 : Crimes et Délits : Sol Rosenthal (David S. Howard)
- 1989 : Potins de femmes : Drum Eatenton (Tom Skerritt)
- 1991 : Les Indomptés : Arnold Rothstein (F. Murray Abraham)
- 1995 : Miami Rhapsodie : Vic Marcus (Paul Mazursky)
- 1999 : Jakob le menteur : Frankfurter (Alan Arkin)
- 2004 : La Séductrice : Dumby (John Standing)
- 2011 : Habemus papam : Cardinal Cevasco (Roberto Nobile)

## Théâtre
- 1949 : Nouvelles Pantomimes burlesques et Un mimodrame de Marcel Marceau, mise en scène Marcel Marceau, Théâtre de Poche Montparnasse
- 1958 : Les Matadors de Marcel Marceau, Théâtre de l'Ambigu
- 1959 : Baptiste pantomime-ballet de Jacques Prévert d'après Les Enfants du paradis, chorégraphie Jean-Louis Barrault, Odéon-Théâtre de France
- 1961 : Amphitryon de Molière, mise en scène Jean-Louis Barrault, Odéon-Théâtre de France
- 1962 : L'Orestie d'Eschyle, mise en scène Jean-Louis Barrault, Odéon-Théâtre de France
- 1962 : Hamlet de William Shakespeare, mise en scène Jean-Louis Barrault, Odéon-Théâtre de France
- 1967 : La Journée d’une rêveuse de Copi, mise en scène Jorge Lavelli
- 1967 : Antigone de Bertolt Brecht, mise en scène Jean Tasso, Festival du Marais
- 1969 : Suzanna Andler de Marguerite Duras, mise en scène Tania Balachova, Théâtre des Mathurins
- 1974 : Les Propriétaires des clefs de Milan Kundera, mise en scène Georges Werler, Théâtre de l'Est parisien
- 1976 : Le Roi Lear de William Shakespeare, mise en scène Daniel Benoin, Comédie de Saint-Étienne
- 1980 : Proust ou la passion d’être de Serge Gaubert, mise en scène Daniel Benoin, Théâtre des Mathurins
- 1984 : Le Marionnettiste de Lodz de Gilles Segal, mise en scène Jean-Paul Roussillon, Théâtre de la Commune
- 1985 : Les Apparences sont trompeuses de Thomas Bernhard, mise en scène Daniel Benoin, Comédie de Saint-Étienne
- 1986 : Selon toute ressemblance de Denise Chalem, mise en scène de l'auteur, Théâtre de la Gaîté-Montparnasse
- 1988 : Le Cid de Corneille, mise en scène Gérard Desarthe
- 1989 : Tempo de Richard Harris, mise en scène Philippe Ogouz, Théâtre Fontaine
- 1989 : Sigmaringen de Daniel Benoin, mise en scène de l'auteur
- 1990 : La Robe verte de Tawfiq al-Hakim, mise en scène Hervé Dubourjal, Maison des Arts de Créteil, Théâtre de l’Ouest Parisien
- Marat Sade de Peter Weiss, mise en scène Jean Tasso
- L’Atelier de Jean-Claude Grumberg
- Gauche uppercut de Joël Jouanneau, mise en scène Stéphanie Loïk
- Sainte Europe d’Arthur Adamov, mise en scène Gilles Chavassieux
- Sur le ruines de Carthage de René Kalisky, mise en scène Michaël Delaunoy
- Le Grand Retour de Boris Spielman de Serge Kribus, mise en scène Gilles Segal
- 1995 : Monsieur Schpill et Monsieur Tippeton de Gilles Segal, Trianon et Eldorado
- 1997 : Monsieur Schpill et Monsieur Tippeton de Gilles Segal, mise en scène Georges Werler, Festival de Bellac
- 2001 : En ce temps-là, l’amour... de Gilles Segal, mise en scène Georges Werler, Espace Kiron
- 2003 : Tango viennois de Peter Turrini, mise en scène Georges Werler, Espace Kiron
- 2005 : Platonov d’Anton Tchekhov, mise en scène Alain Françon, Théâtre national de la Colline
- 2008 : Fin de partie de Samuel Beckett, mise en scène Charles Berling, Théâtre de l'Atelier
- 2009 : Fin de partie de Samuel Beckett, mise en scène Charles Berling, Théâtre des Célestins

### Metteur en scène
- 1967 : Danse lente sur le champ de bataille de William Hanley, mise en scène avec Jean Tasso, Théâtre des Mathurins

### Dramaturge
- Petite Pièce avec vue sur boulevard
- Dr Topic sur rendez-vous
- La Faute à Barenboim
- Le Marionnettiste de Lodz
- Monsieur Schpill et Monsieur Tippeton, Prix SACD 1995 des Nouveaux Talents, Molière 1996 du meilleur auteur et du meilleur spectacle de théâtre subventionné
- Le Temps des muets
- En ce temps là, l’amour

## Romancier
- Le Singe descend de l’homme, Flammarion, 1992

## Distinctions
- Prix SACD 1995 : Prix Nouveau Talent Théâtre de la SACD